# Championnats d'Europe de natation 2018
Navigation
Londres 2016 Budapest 2020
Les 34es Championnats d'Europe de natation se déroulent en 2018 à Glasgow, au Royaume-Uni. Ils succèdent à ceux de Londres en 2016. Ils ont été attribués le 22 août 2014 par la Ligue européenne de natation à la suite des Jeux du Commonwealth de 2014 dans cette même ville. Ils se déroulent notamment au Tollcross International Swimming Centre mais aussi pour la nage en eau libre à Luss, dans les eaux du Loch Lomond, tandis que la nage synchronisée se déroule au Scotstoun Sports Campus. Le plongeon se déroule en revanche à Édimbourg dans la Royal Commonwealth Pool. Il est annoncé en mars 2015 qu'ils auront lieu dans le cadre des championnats sportifs européens 2018, première édition des championnats sportifs européens.

## Résultats

### Natation sportive
À l’issue des 43 épreuves disputées, la Russie remporte de justesse le Trophée LEN des Championnats avec 1 183 points, devant l’Italie, 1 138 points et la Grande-Bretagne, nation-hôte, 1 125 points, l’élimination de l’équipe italienne considérée comme favorite du relais 4 × 100 m mixte, le dernier jour, ayant favorisé la victoire finale russe, qui l’emporte également au nombre des médailles (26, contre 24 aux Britanniques et 22 aux Italiens).
Les deux meilleures performances enregistrées lors de ces Championnats sont celles d’Adam Peaty et de Kliment Kolesnikov, tous les deux auteurs de records du monde.

#### Hommes
| Épreuves               | Or | Argent | Bronze |
| Nage libre             | Nage libre | Nage libre | Nage libre |
| ---------------------- | --- | --- | --- |
| 50 m                   | Benjamin Proud 21 s 34 | Kristián Goloméev 21 s 44 | Andrea Vergani 21 s 68 |
| 100 m                  | Alessandro Miressi 48 s 01 (PB) | Duncan Scott 48 s 23 | Mehdy Metella 48 s 24 |
| 200 m                  | Duncan Scott 1 min 45 s 34 | Danas Rapšys 1 min 46 s 07 | Mikhail Dovgalyuk 1 min 46 s 15                                                                                               |
| 400 m                  | Mykhailo Romanchuk 3 min 45 s 18 | Henrik Christiansen 3 min 47 s 07 | Henning Mühlleitner 3 min 47 s 18                                                                                             |
| 800 m                  | Mykhailo Romanchuk 7 min 42 s 96 | Gregorio Paltrinieri 7 min 45 s 12 | Florian Wellbrock 7 min 45 s 60                                                                                               |
| 1 500 m                | Florian Wellbrock 14 min 36 s 15 (PB) | Mykhailo Romanchuk 14 min 36 s 88 (NR) | Gregorio Paltrinieri 14 min 42 s 85                                                                                           |
| Papillon               | | | |
| 50 m                   | Andriy Hovorov 22 s 48 (CR) | Benjamin Proud 22 s 78 | Oleg Kostin 22 s 97 |
| 100 m                  | Piero Codia 50 s 64 (CR) | Mehdy Metella 51 s 24 | James Guy 51 s 42 |
| 200 m                  | Kristóf Milák 1 min 52 s 79 | Tamás Kenderesi 1 min 54 s 36 | Federico Burdisso 1 min 55 s 97                                                                                               |
| Dos                    | | | |
| 50 m                   | Kliment Kolesnikov 24 s 00 (RM) | Robert Glință 24 s 55 | Shane Ryan 24 s 64 |
| 100 m                  | Kliment Kolesnikov 52 s 53 | Evgeny Rylov 52 s 74 | Apóstolos Chrístou 53 s 72 |
| 200 m                  | Evgeny Rylov 1 min 53 s 36 (RE) | Radosław Kawęcki 1 min 56 s 07 | Matteo Restivo 1 min 56 s 29 (NR)                                                                                             |
| Brasse                 | | | |
| 50 m                   | Adam Peaty 26 s 09 (CR) | Fabio Scozzoli 26 s 79 | Peter John Stevens 27 s 06 |
| 100 m                  | Adam Peaty 57 s 10 (RM) | James Wilby 58 s 64 (PB) | Anton Chupkov 59 s 06 |
| 200 m                  | Anton Chupkov 2 min 6 s 80 (RE) | James Wilby 2 min 8 s 39 | Luca Pizzini 2 min 8 s 54 |
| Quatre nages           | | | |
| 200 m                  | Jérémy Desplanches 1 min 57 s 04 | Philip Heintz 1 min 57 s 83 | Max Litchfield 1 min 57 s 96                                                                                                  |
| 400 m                  | Dávid Verrasztó 4 min 10 s 65 | Max Litchfield 4 min 11 s 00 | Joan Lluís Pons 4 min 14 s 26                                                                                                 |
| Relais                 | | | |
| 4 × 100 m nage libre   | Russie Evgeny Rylov Danila Izotov Vladimir Morozov Kliment Kolesnikov 3 min 12 s 23 Vladislav Grinev Ivan Kuzmenko Sergey Fesikov Andrey Zhilkin | Italie Luca Dotto Ivano Vendrame Lorenzo Zazzeri Alessandro Miressi 3 min 12 s 90                                                                    | Pologne Jan Świtkowski Konrad Czerniak Jakub Kraska Kacper Majchrzak 3 min 14 s 20 Jan Hołub                                  |
| 4 × 200 m nage libre   | Grande-Bretagne Calum Jarvis Duncan Scott Thomas Dean James Guy 7 min 5 s 32 Stephen Milne Cameron Kurle                                         | Russie Mikhail Vekovishchev Martin Malyutin Danila Izotov Mikhail Dovgalyuk 7 min 6 s 66 Viacheslav Andrusenko                                       | Italie Alessio Proietti Colonna Filippo Megli Matteo Ciampi Mattia Zuin 7 min 7 s 58 Stefano Di Cola                          |
| 4 × 100 m quatre nages | Grande-Bretagne Nicholas Pyle Adam Peaty James Guy Duncan Scott 3 min 30 s 44 (CR) Brodie Williams James Wilby Jacob Peters                      | Russie Kliment Kolesnikov Anton Chupkov Egor Kuimov Vladimir Morozov 3 min 32 s 03 Evgeny Rylov Kirill Prigoda Aleksandr Sadovnikov Vladislav Grinev | Allemagne Christian Diener Fabian Schwingenschlögl Marius Kusch Damian Wierling 3 min 33 s 52 Jan-Philip Glania Philip Heintz |

#### Femmes
| Épreuves                  | Or | Argent | Bronze |
| Nage libre                | Nage libre | Nage libre | Nage libre |
| ------------------------- | --- | --- | --- |
| 50 m                      | Sarah Sjöström 23 s 74 | Pernille Blume 23 s 75                                                                                        | Ranomi Kromowidjojo 24 s 21                                                                                    |
| 100 m                     | Sarah Sjöström 52 s 93 | Femke Heemskerk 53 s 23                                                                                       | Charlotte Bonnet 53 s 35                                                                                       |
| 200 m                     | Charlotte Bonnet 1 min 54 s 95 | Femke Heemskerk 1 min 56 s 72                                                                                 | Anastasia Guzhenkova 1 min 56 s 77                                                                             |
| 400 m                     | Simona Quadarella 4 min 3 s 35 | Ajna Késely 4 min 3 s 57 (EJR)                                                                                | Holly Hibbott 4 min 5 s 01                                                                                     |
| 800 m résultats détaillés | Simona Quadarella 8 min 16 s 45 (RN) | Ajna Késely 8 min 22 s 01 (EJR)                                                                               | Anna Egorova 8 min 24 s 71                                                                                     |
| 1 500 m                   | Simona Quadarella 15 min 51 s 61 (PB) | Sarah Köhler 15 min 57 s 85                                                                                   | Ajna Késely 16 min 3 s 22                                                                                      |
| Papillon                  | | | |
| 50 m                      | Sarah Sjöström 25 s 16 | Emilie Beckmann 25 s 72                                                                                       | Kimberly Buys 25 s 74                                                                                          |
| 100 m                     | Sarah Sjöström 56 s 23 | Svetlana Chimrova 57 s 40                                                                                     | Elena Di Liddo 57 s 68                                                                                         |
| 200 m                     | Boglárka Kapás 2 min 7 s 13 | Svetlana Chimrova 2 min 7 s 33                                                                                | Alys Thomas 2 min 7 s 42                                                                                       |
| Dos                       | | | |
| 50 m                      | Georgia Davies 27 s 23 | Anastasia Fesikova 27 s 31                                                                                    | Mimosa Jallow 27 s 70                                                                                          |
| 100 m                     | Anastasia Fesikova 59 s 19 | Georgia Davies 59 s 36                                                                                        | Carlotta Zofkova 59 s 61 (RN)                                                                                  |
| 200 m                     | Margherita Panziera 2 min 6 s 18 (CR) | Daria Ustinova 2 min 7 s 12                                                                                   | Katalin Burián 2 min 7 s 43                                                                                    |
| Brasse                    | | | |
| 50 m                      | Yuliya Efimova 29 s 81 | Imogen Clark 30 s 34                                                                                          | Arianna Castiglioni 30 s 41                                                                                    |
| 100 m                     | Yuliya Efimova 1 min 5 s 53 | Rūta Meilutytė 1 min 6 s 26                                                                                   | Arianna Castiglioni 1 min 6 s 54                                                                               |
| 200 m                     | Yuliya Efimova 2 min 21 s 31 | Jessica Vall 2 min 23 s 02                                                                                    | Molly Renshaw 2 min 23 s 43                                                                                    |
| Quatre nages              | | | |
| 200 m                     | Katinka Hosszú 2 min 10 s 17 | Ilaria Cusinato 2 min 10 s 25                                                                                 | Maria Ugolkova 2 min 10 s 83                                                                                   |
| 400 m                     | Fantine Lesaffre 4 min 34 s 17 (RN) | Ilaria Cusinato 4 min 35 s 05                                                                                 | Hannah Miley 4 min 35 s 34                                                                                     |
| Relais                    | | | |
| 4 × 100 m nage libre      | France Marie Wattel Charlotte Bonnet Margaux Fabre Béryl Gastaldello 3 min 34 s 65 Anouchka Martin Assia Touati                                 | Pays-Bas Kim Busch Femke Heemskerk Kira Toussaint Ranomi Kromowidjojo 3 min 34 s 77 Marjolein Delno           | Danemark Pernille Blume Signe Bro Julie Kepp Jensen Mie Nielsen 3 min 37 s 03 Emily Gantriis                   |
| 4 × 200 m nage libre      | Grande-Bretagne Eleanor Faulkner Kathryn Greenslade Holly Hibbott Freya Anderson 7 min 51 s 65 Lucy Hope                                        | Russie Valeriya Salamatina Anna Egorova Arina Openysheva Anastasia Guzhenkova 7 min 52 s 87 Irina Krivonogova | Allemagne Reva Foos Isabel Marie Gose Sarah Köhler Annika Bruhn 7 min 53 s 76 Marie Pietruschka                |
| 4 × 100 m quatre nages    | Russie Anastasiia Fesikova Yuliya Efimova Svetlana Chimrova Maria Kameneva 3 min 54 s 22 (CR) Daria Ustinova Vitalina Simonova Arina Openysheva | Danemark Mie Nielsen Rikke Møller Pedersen Emilie Beckmann Pernille Blume 3 min 56 s 69                       | Grande-Bretagne Georgia Davies Siobhan-Marie O'Connor Alys Thomas Freya Anderson 3 min 56 s 91 Kathleen Dawson |

#### Mixte
| Épreuves               | Or | Argent | Bronze |
| Relais                 | Relais | Relais | Relais |
| ---------------------- | --- | --- | --- |
| 4 × 100 m nage libre   | France Jérémy Stravius Mehdy Metella Marie Wattel Charlotte Bonnet 3 min 22 s 07 (CR, RN) Maxime Grousset Margaux Fabre Béryl Gastaldello | Pays-Bas Nyls Korstanje Stan Pijnenburg Femke Heemskerk Ranomi Kromowidjojo 3 min 23 s 97 Kyle Stolk Kira Toussaint                                                              | Russie Kliment Kolesnikov Vladislav Grinev Maria Kameneva Arina Openysheva 3 min 24 s 50 Danila Izotov Rozaliya Nasretdinova            |
| 4 × 100 m quatre nages | Grande-Bretagne Georgia Davies Adam Peaty James Guy Freya Anderson 3 min 40 s 18 (RE) Nicholas Pyle Charlotte Atkinson                    | Russie Kliment Kolesnikov Yuliya Efimova Svetlana Chimrova Vladimir Morozov 3 min 42 s 71 Grigory Tarasevich Ilya Khomenko Viktoriya Andreyeva Maria Kameneva                    | Italie Margherita Panziera Fabio Scozzoli Elena Di Liddo Alessandro Miressi 3 min 44 s 85 Matteo Restivo Arianna Castiglioni Luca Dotto |
| 4 × 200 m nage libre   | Allemagne Jacob Heidtmann Henning Mühlleitner Reva Foos Annika Bruhn 7 min 28 s 43 Isabel Marie Gose Marius Zobel                         | Russie Mikhail Vekovishchev Mikhail Dovgalyuk Valeriya Salamatina Viktoriya Andreyeva 7 min 29 s 37 Anastasia Guzhenkova Irina Krivonogova Viacheslav Andrusenko Martin Malyutin | Grande-Bretagne Stephen Milne Craig McLean Kathryn Greenslade Freya Anderson 7 min 29 s 72 Holly Hibbott Cameron Kurle                  |

### Natation synchronisée
| Épreuves              | Or | Argent | Bronze |
| --------------------- | --- | --- | --- |
| Solo libre            | Svetlana Kolesnichenko 94,9333 pts | Linda Cerruti 92,5000 pts | Yelyzaveta Yakhno 92,1333 pts |
| Solo technique        | Svetlana Kolesnichenko 93,4816 pts | Yelyzaveta Yakhno 91,3517 pts | Linda Cerruti 90,2282 pts |
| Duo libre             | Russie Svetlana Kolesnichenko Varvara Subbotina 96,7000 pts | Ukraine Anastasiya Savchuk Yelyzaveta Yakhno 93,4000 pts | Italie Linda Cerruti Costanza Ferro 92,1333 pts |
| Duo technique         | Russie Svetlana Kolesnichenko Varvara Subbotina 95,1035 pts Anastasia Arkhipovskaïa | Ukraine Anastasiya Savchuk Yelyzaveta Yakhno 92,6188 pts Marta Fiedina | Italie Linda Cerruti Costanza Ferro 89,7519 pts Francesca Deidda |
| Par équipes libre     | Russie Anastasia Arkhipovskaïa Anastasia Bayandina Daria Bayandina Marina Goliadkina Veronika Kalinina Polina Komar Maria Shurochkina Darina Valitova 97,0333 pts Michaela Kalancia                                                        | Ukraine Valeriya Aprielieva Veronika Hryshko Oleksandra Kashuba Yana Nariezhna Kateryna Reznik Anastasiya Savchuk Alina Shynkarenko Yelyzaveta Yakhno 94,6000 pts Maryna Aleksiiva Oleksandra Kovalenko        | Italie Beatrice Callegari Linda Cerruti Francesca Deidda Costanza Di Camillo Costanza Ferro Gemma Galli Alessia Pezone Enrica Piccoli 92,2333 pts Domiziana Cavanna Federica Sala |
| Par équipes technique | Russie Anastasia Arkhipovskaïa Anastasia Bayandina Daria Bayandina Marina Goliadkina Michaela Kalancia Veronika Kalinina Polina Komar Maria Shurochkina 94,6000 pts Darina Valitova                                                        | Ukraine Maryna Aleksiiva Vladyslava Aleksiiva Oleksandra Kashuba Oleksandra Kovalenko Yana Nariezhna Anastasiya Savchuk Alina Shynkarenko Yelyzaveta Yakhno 90,7439 pts Valeriya Aprielieva Veronika Hryshko   | Italie Beatrice Callegari Domiziana Cavanna Linda Cerruti Francesca Deidda Costanza Di Camillo Costanza Ferro Gemma Galli Enrica Piccoli 90,3553 pts Alessia Pezone Federica Sala |
| Combiné               | Ukraine Maryna Aleksiiva Vladyslava Aleksiiva Valeriya Aprielieva Marta Fiedina Oleksandra Kashuba Yana Nariezhna Kateryna Reznik Anastasiya Savchuk Alina Shynkarenko Yelyzaveta Yakhno 94,4667 pts Veronika Hryshko Oleksandra Kovalenko | Italie Beatrice Callegari Domiziana Cavanna Linda Cerruti Francesca Deidda Costanza Di Camillo Costanza Ferro Gemma Galli Alessia Pezone Enrica Piccoli Federica Sala 92,6000 pts Marta Murru Francesca Zunino | Espagne Leyre Abadía Abril Conesa Berta Ferreras Emma García María Juárez Meritxell Mas Elena Melián Paula Ramírez Ibáñez Sara Saldaña Blanca Toledano 91,4667 pts Iris Tió       |
| Mixte libre           | Russie Mayya Gurbanberdieva Aleksandr Maltsev 92,4000 pts | Italie Manila Flamini Giorgio Minisini 90,7333 pts | Espagne Berta Ferreras Pau Ribes 85,4333 pts |
| Mixte technique       | Russie Mayya Gurbanberdieva Aleksandr Maltsev 89,5853 pts | Italie Manila Flamini Giorgio Minisini 88,6973 pts | Espagne Berta Ferreras Pau Ribes 82,3217 pts |

### Plongeon

#### Hommes
| Épreuves               | Or                                                  | Argent                                                    | Bronze                                               |
| Épreuves individuelles | Épreuves individuelles                              | Épreuves individuelles                                    | Épreuves individuelles                               |
| ---------------------- | --------------------------------------------------- | --------------------------------------------------------- | ---------------------------------------------------- |
| Tremplin à 1 m         | Jack Laugher 414,60 pts                             | Giovanni Tocci 401,10 pts                                 | James Heatly 391,70 pts                              |
| Tremplin à 3 m         | Jack Laugher 525,95 pts                             | Ilia Zakharov 519,05 pts                                  | Ievgueni Kouznetsov 508,05 pts                       |
| Plateforme à 10 m      | Aleksandr Bondar 542,05 pts                         | Nikita Shleikher 481,15 pts                               | Benjamin Auffret 480,60 pts                          |
| Épreuves synchronisées |                                                     |                                                           |                                                      |
| Tremplin à 3 m         | Russie Ievgueni Kouznetsov Ilia Zakharov 431,16 pts | Grande-Bretagne Jack Laugher Christopher Mears 430,62 pts | Allemagne Patrick Hausding Lars Rüdiger 394,77 pts   |
| Plateforme à 10 m      | Russie Aleksandr Bondar Viktor Minibaev 432,12 pts  | Grande-Bretagne Matthew Dixon Noah Williams 399,90 pts    | Arménie Vladimir Harutyunyan Lev Sargsyan 396,84 pts |

#### Femmes
| Épreuves               | Or                                                 | Argent                                                  | Bronze                                              |
| Épreuves individuelles | Épreuves individuelles                             | Épreuves individuelles                                  | Épreuves individuelles                              |
| ---------------------- | -------------------------------------------------- | ------------------------------------------------------- | --------------------------------------------------- |
| Tremplin à 1 m         | Maria Polyakova 285,55 pts                         | Nadezhda Bazhina 276,00 pts                             | Elena Bertocchi 271,25 pts                          |
| Tremplin à 3 m         | Grace Reid 329,40 pts                              | Alicia Blagg 327,70 pts                                 | Tina Punzel 324,65 pts                              |
| Plateforme à 10 m      | Celine van Duijn 319,10 pts                        | Noemi Batki 315,00 pts                                  | Maria Kurjo 308,15 pts                              |
| Épreuves synchronisées |                                                    |                                                         |                                                     |
| Tremplin à 3 m         | Italie Elena Bertocchi Chiara Pellacani 289,26 pts | Allemagne Lena Hentschel Tina Punzel 286,80 pts         | Russie Nadezhda Bazhina Kristina Ilinykh 282,90 pts |
| Plateforme à 10 m      | Grande-Bretagne Eden Cheng Lois Toulson 289,74 pts | Russie Ekaterina Beliaeva Yuliya Timoshinina 288,60 pts | Allemagne Maria Kurjo Elena Wassen 284,64 pts       |

#### Mixte
| Épreuves                      | Or                                                    | Argent                                              | Bronze                                                   |
| ----------------------------- | ----------------------------------------------------- | --------------------------------------------------- | -------------------------------------------------------- |
| Tremplin à 3 m synchronisé    | Allemagne Lou Massenberg Tina Punzel 313,50 pts       | Grande-Bretagne Ross Haslam Grace Reid 308,67 pts   | Ukraine Viktoriya Kesar Stanislav Oliferchyk 291,81 pts  |
| Plateforme à 10 m synchronisé | Russie Nikita Shleikher Yuliya Timoshinina 309,63 pts | Grande-Bretagne Matthew Lee Lois Toulson 307,80 pts | Allemagne Florian Fandler Christina Wassen 278,64 pts    |
| Par équipes                   | Ukraine Oleh Kolodiy Sofiya Lyskun 355,90 pts         | Allemagne Lou Massenberg Maria Kurjo 352,60 pts     | Russie Yuliya Timoshinina Ievgueni Kouznetsov 349,55 pts |

### Nage en eau libre

#### Hommes
| Épreuves | Or                                  | Argent                              | Bronze                          |
| -------- | ----------------------------------- | ----------------------------------- | ------------------------------- |
| 5 km     | Kristóf Rasovszky 52 min 38 s 9     | Axel Reymond 52 min 41 s 7          | Logan Fontaine 52 min 44 s 4    |
| 10 km    | Ferry Weertman 1 h 49 min 28 s 2    | Kristóf Rasovszky 1 h 49 min 28 s 2 | Rob Muffels 1 h 49 min 33 s 7   |
| 25 km    | Kristóf Rasovszky 4 h 57 min 53 s 5 | Kirill Beliaev 4 h 57 min 54 s 6    | Matteo Furlan 4 h 57 min 55 s 8 |

#### Femmes
| Épreuves | Or                                      | Argent                                  | Bronze                            |
| -------- | --------------------------------------- | --------------------------------------- | --------------------------------- |
| 5 km     | Sharon van Rouwendaal 56 min 1 s 0      | Leonie Beck 56 min 17 s 8               | Rachele Bruni 56 min 49 s 7       |
| 10 km    | Sharon van Rouwendaal 1 h 54 min 45 s 7 | Giulia Gabbrielleschi 1 h 54 min 53 s 0 | Esmee Vermeulen 1 h 55 min 27 s 4 |
| 25 km    | Arianna Bridi 5 h 19 min 34 s 6         | Sharon van Rouwendaal 5 h 19 min 34 s 7 | Lara Grangeon 5 h 19 min 42 s 9   |

#### Mixte
| Épreuves           | Or                                                                                              | Argent                                                                             | Bronze                                                                       |
| ------------------ | ----------------------------------------------------------------------------------------------- | ---------------------------------------------------------------------------------- | ---------------------------------------------------------------------------- |
| 5 km (4 × 1 250 m) | Pays-Bas Esmee Vermeulen Sharon van Rouwendaal Pepijn Maxime Smits Ferry Weertman 52 min 35 s 0 | Allemagne Leonie Beck Sarah Köhler Soeren Meissner Florian Wellbrock 52 min 35 s 6 | France Lara Grangeon David Aubry Lisa Pou Marc-Antoine Olivier 52 min 46 s 7 |

## Tableaux des médailles

### Toutes disciplines
| Rang  | Nation          | Or | Argent | Bronze | Total |
| ----- | --------------- | -- | ------ | ------ | ----- |
| 1     | Russie          | 23 | 15     | 9      | 47    |
| 2     | Grande-Bretagne | 13 | 12     | 9      | 34    |
| 3     | Italie          | 8  | 12     | 19     | 39    |
| 4     | Hongrie         | 6  | 4      | 2      | 12    |
| 5     | Ukraine         | 5  | 6      | 2      | 13    |
| 6     | Pays-Bas        | 5  | 5      | 2      | 12    |
| 7     | France          | 4  | 2      | 6      | 12    |
| 8     | Suède           | 4  | 0      | 0      | 4     |
| 9     | Allemagne       | 3  | 6      | 10     | 19    |
| 10    | Suisse          | 1  | 0      | 1      | 2     |
| 11    | Danemark        | 0  | 3      | 1      | 4     |
| 12    | Lituanie        | 0  | 2      | 0      | 2     |
| 13    | Espagne         | 0  | 1      | 4      | 5     |
| 14    | Grèce           | 0  | 1      | 1      | 2     |
| 14    | Pologne         | 0  | 1      | 1      | 2     |
| 16    | Norvège         | 0  | 1      | 0      | 1     |
| 16    | Roumanie        | 0  | 1      | 0      | 1     |
| 18    | Arménie         | 0  | 0      | 1      | 1     |
| 18    | Finlande        | 0  | 0      | 1      | 1     |
| 18    | Slovénie        | 0  | 0      | 1      | 1     |
| 18    | Irlande         | 0  | 0      | 1      | 1     |
| 18    | Belgique        | 0  | 0      | 1      | 1     |
| Total | Total           | 72 | 72     | 72     | 216   |

### Natation sportive
| Rang  | Nation          | Or | Argent | Bronze | Total |
| ----- | --------------- | -- | ------ | ------ | ----- |
| 1     | Russie          | 10 | 10     | 6      | 26    |
| 2     | Grande-Bretagne | 9  | 7      | 8      | 24    |
| 3     | Italie          | 6  | 5      | 11     | 22    |
| 4     | Hongrie         | 4  | 3      | 2      | 9     |
| 5     | France          | 4  | 1      | 2      | 7     |
| 6     | Suède           | 4  | 0      | 0      | 4     |
| 7     | Ukraine         | 3  | 1      | 0      | 4     |
| 8     | Allemagne       | 2  | 2      | 4      | 8     |
| 9     | Suisse          | 1  | 0      | 1      | 2     |
| 10    | Pays-Bas        | 0  | 4      | 1      | 5     |
| 11    | Danemark        | 0  | 3      | 1      | 4     |
| 12    | Lituanie        | 0  | 2      | 0      | 2     |
| 13    | Espagne         | 0  | 1      | 1      | 2     |
| 13    | Grèce           | 0  | 1      | 1      | 2     |
| 13    | Pologne         | 0  | 1      | 1      | 2     |
| 16    | Norvège         | 0  | 1      | 0      | 1     |
| 16    | Roumanie        | 0  | 1      | 0      | 1     |
| 18    | Finlande        | 0  | 0      | 1      | 1     |
| 18    | Slovénie        | 0  | 0      | 1      | 1     |
| 18    | Belgique        | 0  | 0      | 1      | 1     |
| 18    | Irlande         | 0  | 0      | 1      | 1     |
| Total | Total           | 43 | 43     | 43     | 129   |